# Charles Renard
Pour les articles homonymes, voir Renard (homonymie) et Charles Renard (homonymie).
Louis-Marie-Joseph-Charles-Clément Renard, né à Damblain (Vosges) le 23 novembre 1847 et mort à Meudon le 13 avril 1905, est un militaire, ingénieur et inventeur français, aéronaute et pionnier de l'aviation. Son nom est passé à la postérité pour sa contribution à la standardisation des produits manufacturés grâce aux séries de Renard.

## Biographie
Fils d’un juge de paix, il réussit le concours d’entrée à l’École Polytechnique en 1866 d'où il sort dans le corps du Génie. En 1868, il entre à l'école d'application de l'Artillerie et du Génie à Metz. Le sous-lieutenant Renard participe à la guerre de 1870 dans le 3e Régiment du Génie et fait campagne dans l'Armée de la Loire.

### Aéronautique

Animation de la Balance dynamométrique du Colonel Renard visant à mesurer le Coefficient de traînée des corps.

En mai 1876, le capitaine Renard est nommé au dépôt des fortifications de Paris comme chef de service de l'Aérostation Militaire. Il est nommé chef de bataillon en 1886 puis, en 1888, directeur de l'établissement central d'Aérostation Militaire de Chalais-Meudon. Il consacre toute sa vie à l'aérostation militaire, à l'aviation et à la mécanique des fluides en particulier. Il fait aussi partie de nombre de sociétés comme membre du conseil de perfection du Conservatoire national des arts et métiers (Cnam), président de la commission permanente internationale de l'Aéronautique, de l'Aéro-Club de France, de l'Aéronautique club de France, présidait la Société française de navigation aérienne.
En 1870, il propose une normalisation des valeurs numériques utilisées en système métrique pour la construction mécanique, et particulièrement pour standardiser le diamètre des câbles. L'intervalle de 1 à 10 est divisé en 5, 10, 20 et 40. Ces séries de Renard en progression géométrique ont été adoptées en 1952 dans la norme ISO 3 de l'Organisation internationale de normalisation.
C'est en 1877 que la section d'Aérostation Militaire que commande le capitaine Renard déménage des Invalides à Chalais-Meudon qui devient le premier laboratoire d'essais aéronautiques au monde. En 1879, il sollicite de son ministère de tutelle l'établissement d'un hangar (le Hangar Y) nécessaire à la construction et au remisage des ballons et des dirigeables.

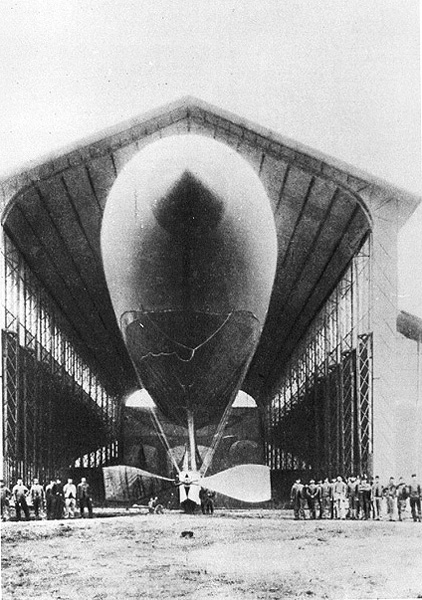
Le dirigeable électrique La France dans son hangar.

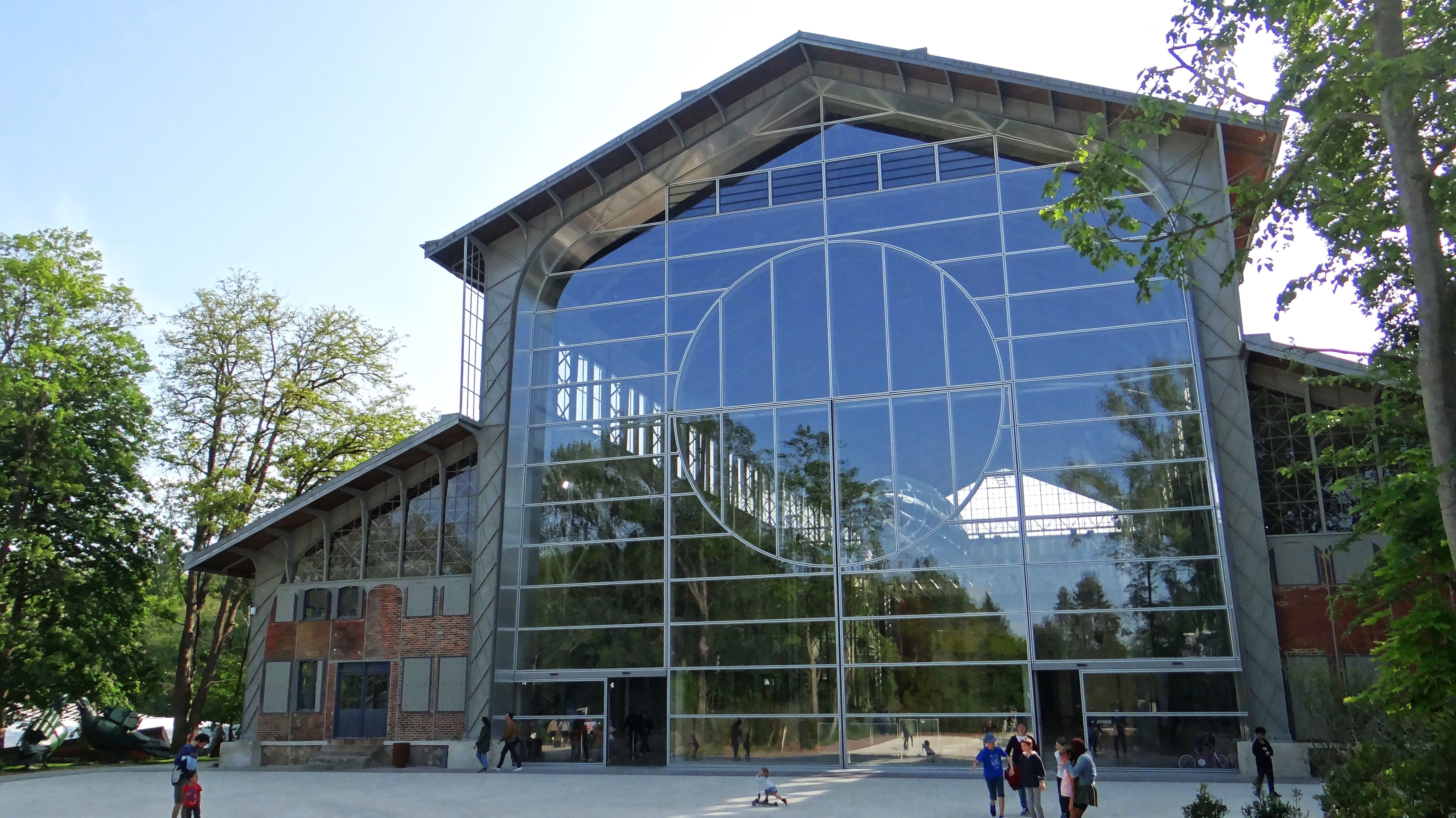
Le hangar Y en 2023.

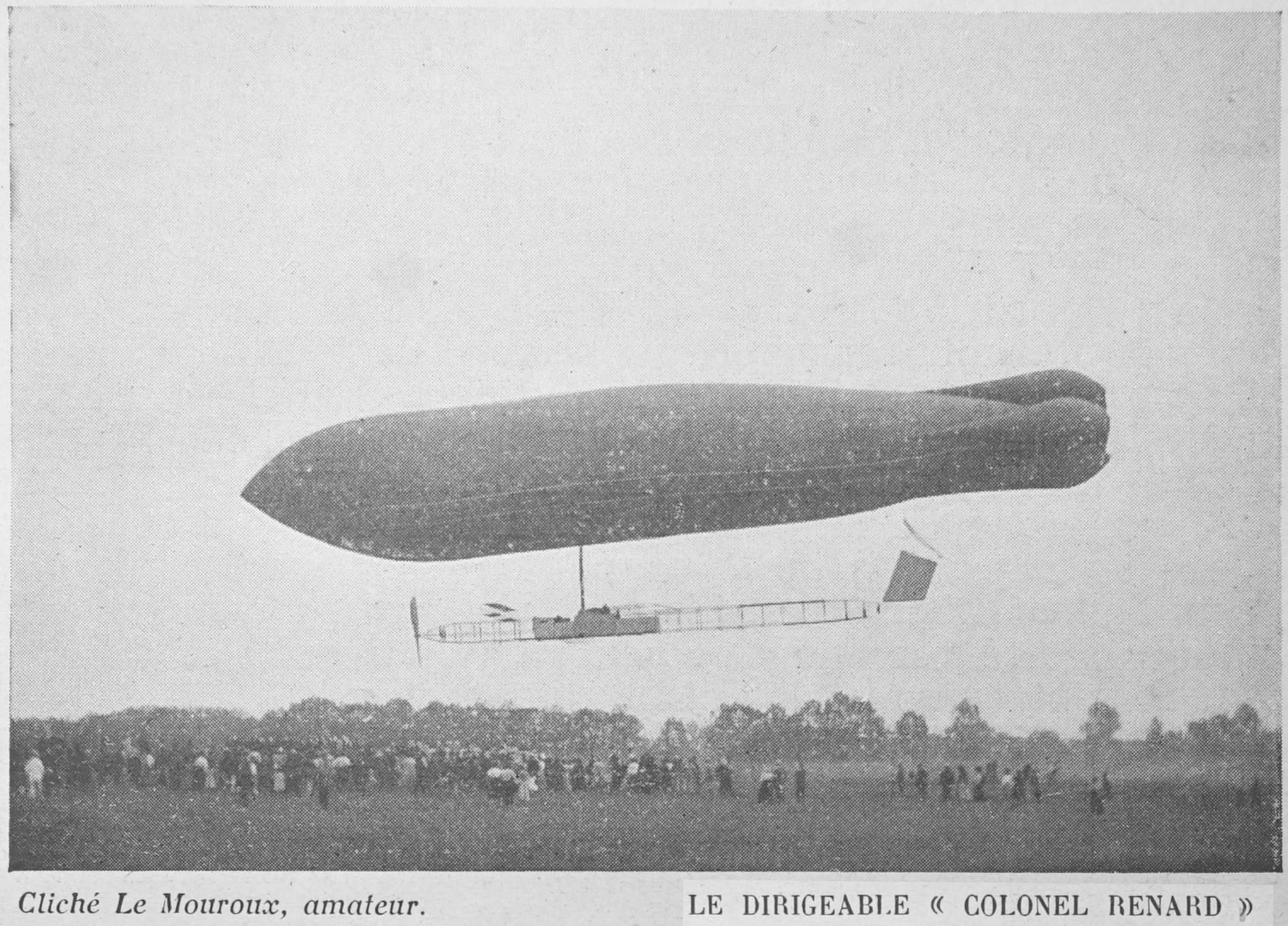
1909, Grande Semaine d'aviation de la Champagne, le dirigeable colonel Renard.

C'est dans ce hangar que Charles Renard et Arthur Krebs construisent et mettent au point le dirigeable La France. Le 9 août 1884, avec une hélice motorisée par moteur électrique alimenté par pile, ce dirigeable réalise, au-dessus du plateau de Villacoublay, le premier vol en circuit fermé au monde. Il a duré 23 minutes pour un parcours de 8 km.
Plusieurs tentatives eurent lieu la même année :
- le 12 septembre 1884 : la tentative échoue pour cause de vent trop fort et panne moteur[7] ;
- le 8 novembre 1884 : un aller et retour vers Boulogne-Billancourt et un vol local[8].

En 1885, il mène avec son frère Paul et M. Duté-Poitevin, une campagne d'essais concluants, le dirigeable rentrant à son point de départ cinq fois sur sept.
Très inventif, il dépose nombre de brevets dans d'autres domaines dont celui d'un « train routier à traction continue » en 1903 qui conservera le nom de « train Renard ». Il encourage le capitaine Ferdinand Ferber dans ses essais d'aéroplane et l'accueille dans son centre.
Charles Renard est aussi l'inventeur du « moulinet Renard » qui permet la mesure de la puissance des moteurs rapides. Charles Renard invente aussi les engrenages à chevrons que André Citroën découvre aussi dans sa famille en Pologne et fait breveter avant d'en construire en série.
Face à des difficultés administratives qu'il estime entraver le développement de ses recherches, il meurt dans son laboratoire, 7 avenue de Trivaux, en 1905. Son corps est ramené à son domicile, au 1 avenue de l’Observatoire, dans le  6e arrondissement de Paris et ses obsèques ont lieu en l’église Saint-Sulpice de Paris. L'hypothèse d'un suicide n'a jamais été confirmée.
Une partie de ses archives (lettres, textes de conférences, etc.) est conservée au musée d'art et d'histoire de Meudon

## Publications
- Société de secours des amis des sciences. Conférence sur la navigation aérienne, faite par M. commandant Ch. Renard, dans la séance publique annuelle du 8 avril 1886 (1886)
- Les Piles légères (piles chlorochromiques) du ballon dirigeable La France (1890) [lire en ligne] [PDF]
- Notice sur les travaux scientifiques de M. Ch. Renard (1904)

## Hommages

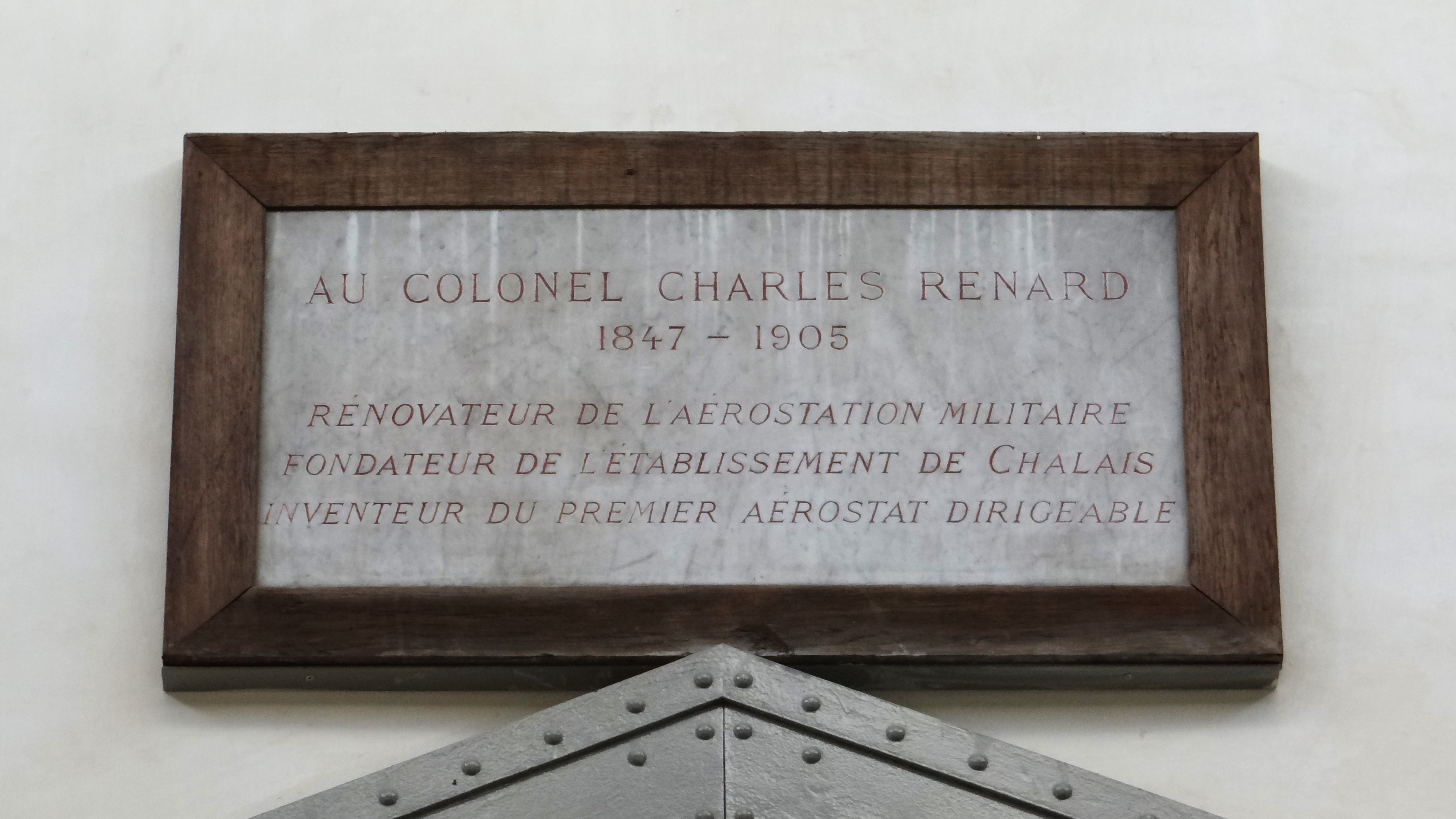
Plaque commémorative dans le Hangar Y à Meudon.

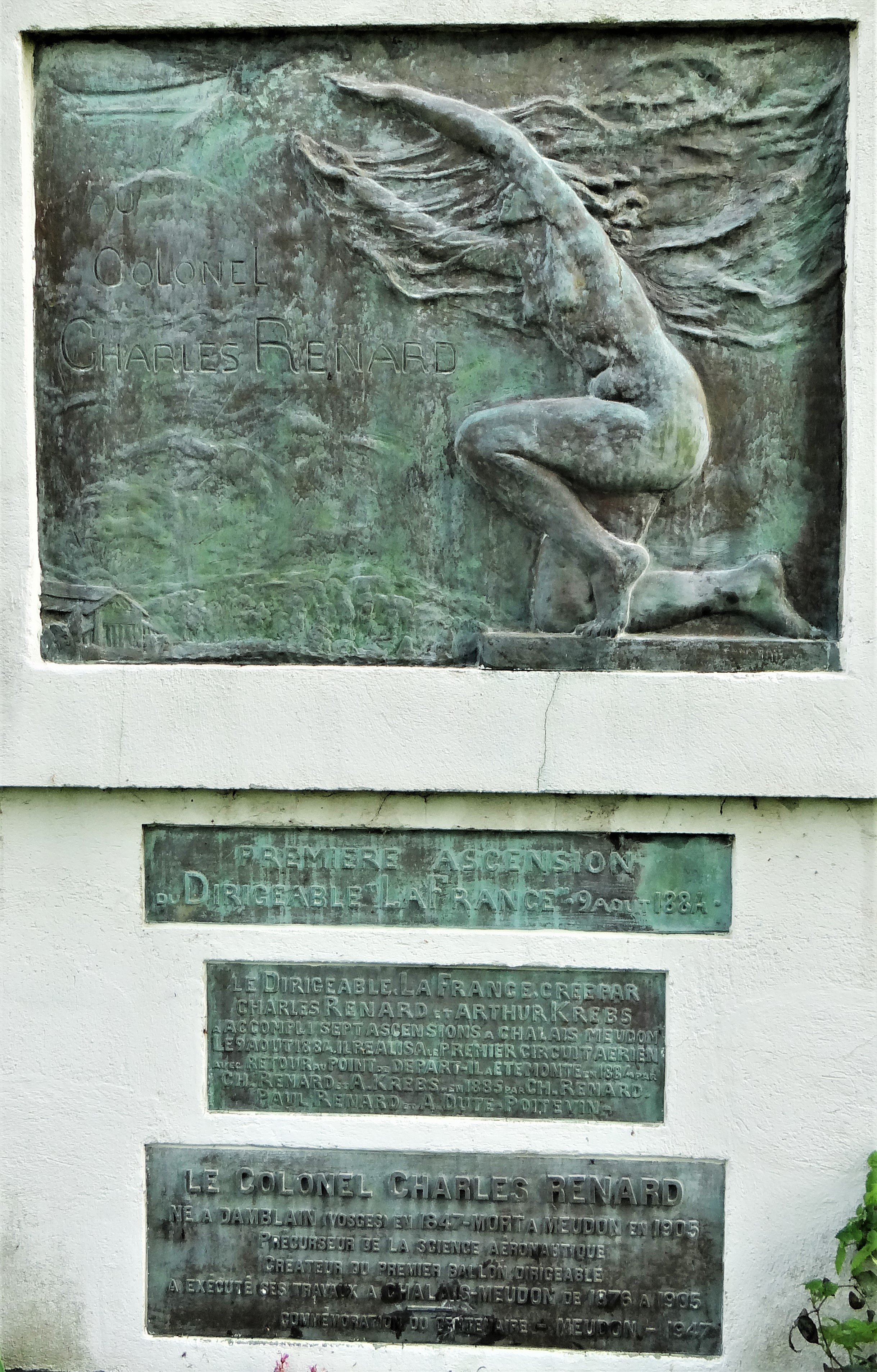
Plaque commémorative à Meudon du centenaire de sa naissance.

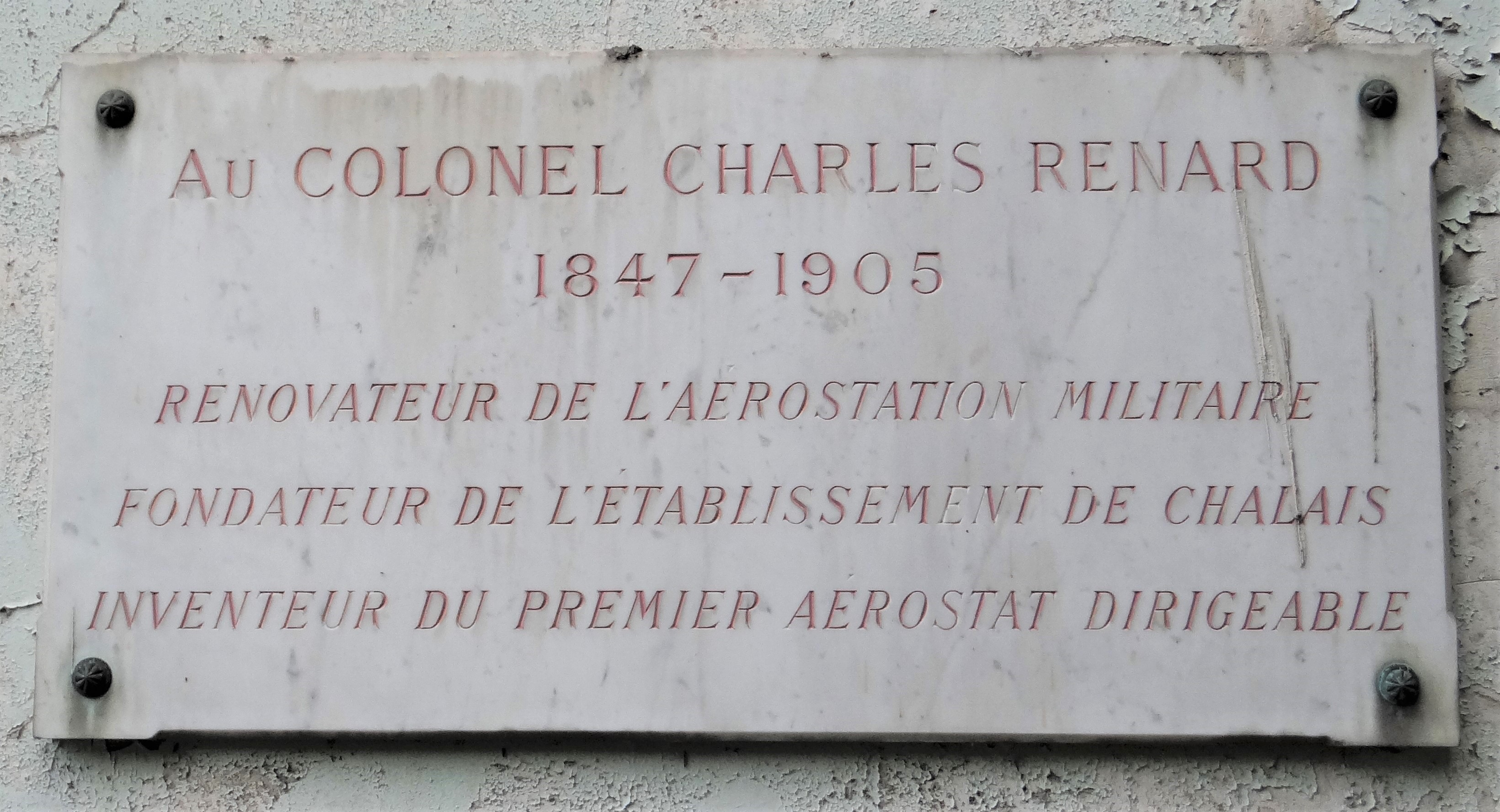
Plaque sur son lieu d'habitation à Chalais-Meudon.

- En 1908, un dirigeable militaire est baptisé Colonel Renard.
- En 1912, est créée la caserne Charles Renard à Saint-Cyr-l'École. Après la Seconde Guerre mondiale, la caserne et les entrepôts autour sont alloués à l'Armée de l'Air sous le nom de base aérienne 272 Colonel Charles Renard[12] (aujourd'hui disparue).
- Une rue porte le nom du Colonel Renard à Garchizy (Nièvre).
- Depuis 1911, une rue porte son nom à Paris. Cette rue a été renommée rue des Colonels-Renard en 1939, après la mort de son frère Paul.
- Il existe aussi une rue du Colonel-Renard à Nancy, Lamarche (où se trouve la maison familiale) et Damblain (son village natal)[13], ainsi qu'un quai colonel Renard à Épinal[14].
- En 1947 une exposition "Charles Renard" est organisée au Musée d'art et d'histoire de Meudon pour son centenaire[15] et une plaque commémorative posée sur la façade du Musée de l'Air à Meudon.
- La promotion 2011 de l'école de formation des sous-officiers de l'Armée de l'air est baptisée Adjudant Charles Renard.
- En 2020 une exposition "La Science à Meudon" est organisée au musée d'Art et d'Histoire de Meudon et retrace son parcours[16].

## Décorations
- Commandeur de la Légion d'honneur par décret du 11 juillet 1898
  -  Officier de la Légion d'honneur par décret du 9 juillet 1895
  -  Chevalier de la Légion d'honneur par décret du 12 juillet 1880
- Officier de l'instruction publique,
- Commandeur de l'Ordre d'Aviz,
- Commandeur de l'Ordre de Vasa,
- Commandeur de l'Ordre de Saint-Stanislas,
- Officier de l'Ordre de Sainte-Anne.

## Pour approfondir